# Atilia occlusa
Atilia occlusa là một loài ruồi trong họ Tachinidae.